# Kullervo
Nel poema finnico Kalevala, Kullervo era lo sfortunato figlio di Kalervo. L'unico personaggio irrimediabilmente tragico della mitologia finnica.

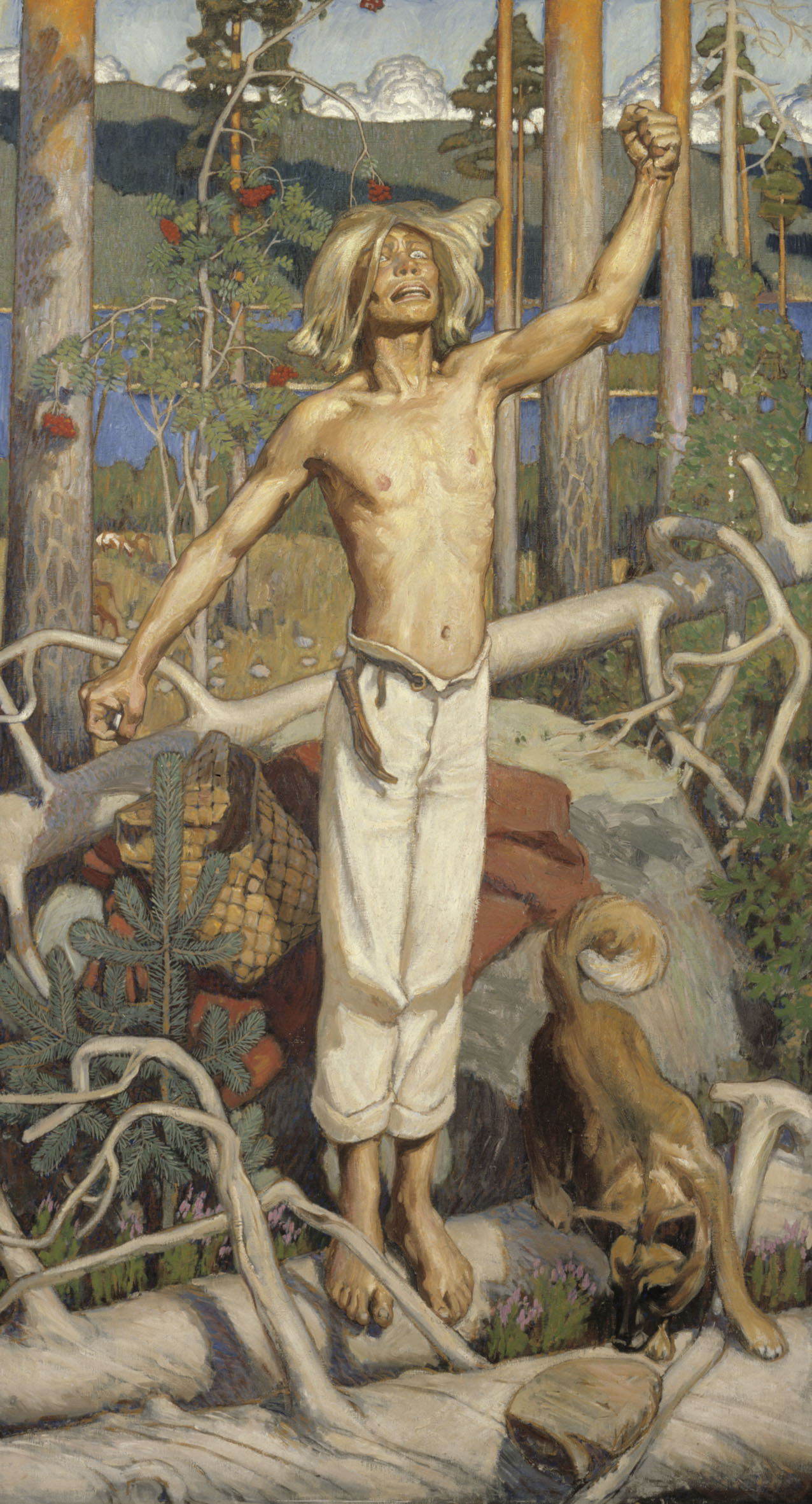
La maledizione di Kullervo di Akseli Gallen-Kallela

## Storia
La storia di Kullervo è strutturata in runi (capitoli), dal 31 al 36 del Kalevala.

### Runo 31 - Kullervo, figlio del Male
Untamo è geloso di suo fratello Kalervo, e la lotta tra i due fratelli è alimentata da svariate dispute meschine. Infine il risentimento di Untamo sfocia nella guerra aperta e uccide tutta la gente di Kalervo, ad eccezione di una donna incinta chiamata Untamala, che si sottomette a Untamo. Poco dopo, la donna partorisce un bambino che chiama Kullervo.
Quando Kullervo ha tre mesi, viene udito giurare vendetta e distruzione alla gente di Untamo. Questi tenta per tre volte di ucciderlo (per annegamento, fuoco e impiccagione). Ogni volta, la vita dell'infante Kullervo è salva per merito delle sue latenti doti magiche.
Untamo permette al bambino di crescere, quindi tenta tre volte di trovargli un posto come un servo nella sua famiglia, ma tutti e tre i tentativi falliscono per via della sfrenata natura selvaggia di Kullervo, che lo rende inadatto a qualsiasi attività domestica. Alla fine, Untamo decide di liberarsi del problema, vendendolo in schiavitù a Ilmarinen.

### Runo 32 - Kullervo come pastore
Il ragazzo viene cresciuto in isolamento a causa della sua condizione di schiavo, il suo temperamento feroce, e segni spaventosi delle prime doti magiche. L'unico ricordo che il ragazzo conserva della sua vita in una famiglia amorevole è un vecchio coltello, che possiede da quando era bambino.
La moglie di Ilmarinen trae divertimento nel tormentare il ragazzo schiavo, ora un giovane, e lo manda a badare al suo gregge con una pagnotta al cui interno ci sono pietre, insieme ad una lunga poesia per invocare le varie divinità per garantire protezione e prosperità alla mandria.

### Runo 33 - Kullervo e la finta torta
Kullervo si siede a mangiare, ma il coltello che rappresenta per lui un cimelio di famiglia si spezza su una delle pietre nel pane. Essendo lui sopraffatto dalla rabbia, le sue abilità magiche prendono il sopravvento e lancia una maledizione alla mucca che la moglie di Ilmarinen sta mungendo, che la uccide.